# Никола Бурбаки
Никола́ Бурбаки́ (фр. Nicolas Bourbaki) — коллективный псевдоним группы французских математиков (позднее в неё вошли несколько иностранцев), созданной в 1935 году.
Целью группы являлось написание серии книг, отражающих состояние математики того времени. Книги Бурбаки написаны в строгой аксиоматической манере и дают замкнутое изложение математики на основе теории множеств Цермело — Френкеля (в доработке Бернайса и Гёделя). На группу огромное влияние оказала немецкая математическая школа — Д. Гильберт, Г. Вейль, Дж. фон Нейман и особенно алгебраисты Э. Нётер, Э. Артин и Б. Л. ван дер Варден.

## Состав группы
Основателями группы, участвовавшими в её первой встрече, являются:
- Анри Картан (фр. Henri Cartan)
- Клод Шевалле (Claude Chevalley)
- Жан Дельсарт (Jean Delsarte)
- Жан Дьёдонне (Jean Dieudonné)
- Рене де Поссель (René de Possel)
- Шолем Мандельбройт (Szolem Mandelbrojt)
- Андре Вейль (André Weil)

Кроме них, в первой встрече группы участвовали, но в дальнейшем не принимали участия в её работе, Жан Лере (Jean Leray) и Поль Дюбрейль (Paul Dubreil). В течение 1935 года к группе присоединились Жан Кулон и Шарль Эресманн.
Кроме уже названных, в работе группы в разное время принимали участие многие выдающиеся математики:
- Лоран Шварц,
- Жан-Пьер Серр,
- Александр Гротендик
- Джон Тэйт
- Самуэль Эйленберг
- Серж Ленг
- Пьер Самюэль
- Арман Борель
- Пьер Картье
- Ален Конн

и другие.
Точный состав и численность группы всегда сохранялись в секрете.

## История группы

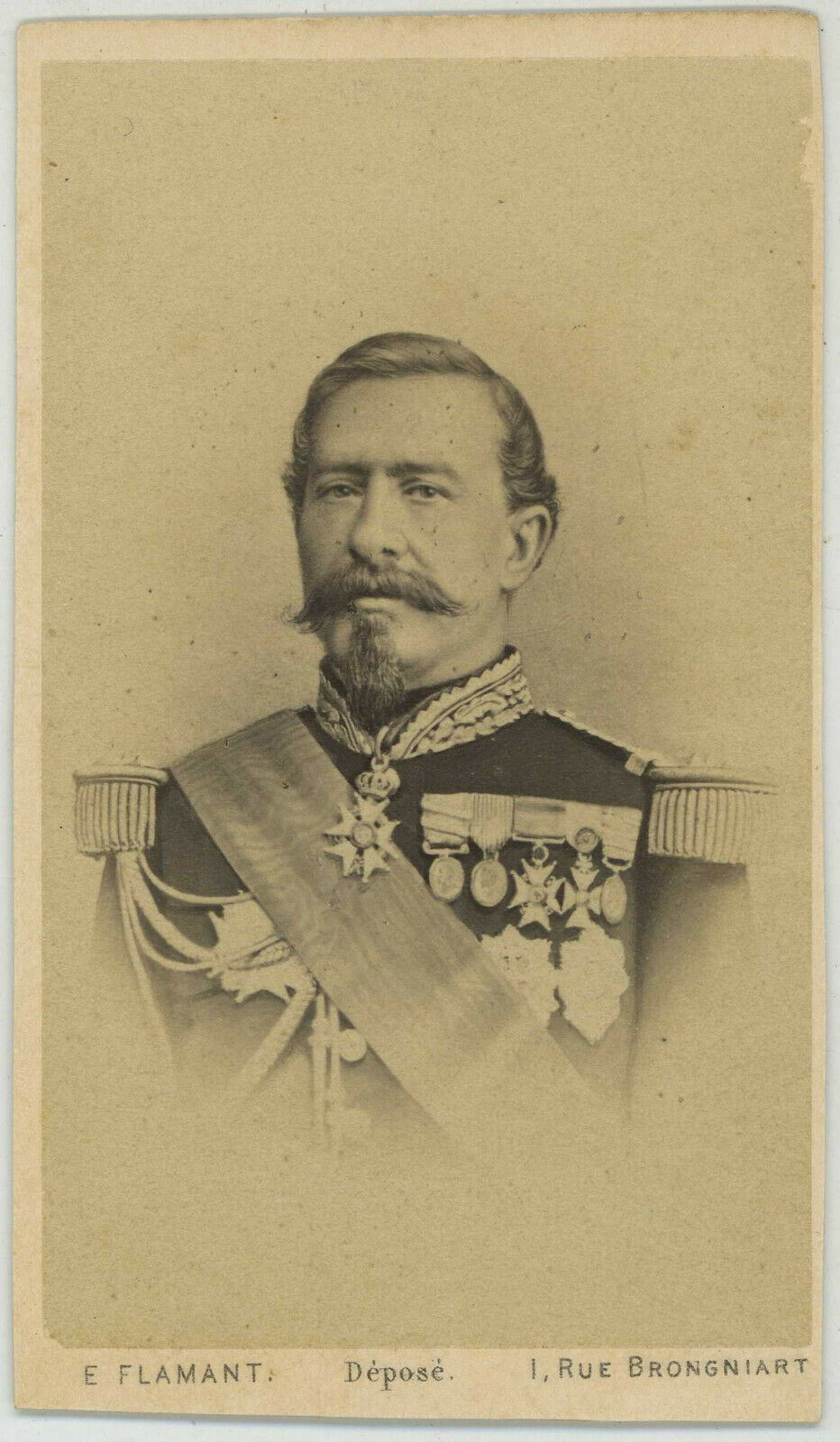
Шарль Дени Бурбаки, французский генерал, фамилия которого была взята в качестве псевдонима

Группа Бурбаки официально называется Association des collaborateurs de Nicolas Bourbaki («Ассоциация сотрудников Никола Бурбаки»). Группа была образована выпускниками парижской Высшей нормальной школы (École Normale Supérieure) на базе этого же вуза. Поскольку происхождение или работа многих членов группы были связаны с городом Нанси, то псевдонимом стала фамилия известного в этом городе генерала Шарля Дени Бурбаки. Также одной из причин выбора имени «Бурбаки» стал розыгрыш, произошедший в Высшей Нормальной школе в 1923 году: Рауль Юссон, бывший в то время студентом третьего курса, разыграл первокурсников, собрав их от имени «профессора Холмгрена» и прочитав запутанную лекцию, финалом которой стало доказательство не существующей «теоремы Никола Бурбаки». Согласно Андре Вейлю, эта история стала легендарной среди студентов. Местом жительства Бурбаки был определен город «Нанкаго», то есть Нанси + Чикаго (во время и после войны многие участники группы работали в Чикаго).
Одним из условий членства в группе был возраст, не превышающий 50 лет. Можно было быть исключённым и раньше, если прочие участники считали, что исключаемый перестал быть творчески работающим математиком. Для этого существовала специальная процедура, носящая название «кокотизация». В её основе лежал обычай одного из племён Полинезии определять дееспособность своего стареющего вождя: тот должен был суметь залезть на пальму и сорвать кокосовый орех. У Бурбаки «кокотизация» заключалась в следующем: испытуемому описывают какое-нибудь очень сложно определяемое математическое понятие, причём само понятие крайне примитивное, например число 0, множество целых чисел и т. д. Если испытуемый не сможет догадаться, о чём речь, он считается «кокотизированным» и выбывает из группы, хотя и может участвовать в её организационных или коммерческих мероприятиях. Расцвет группы пришёлся на 1950-60-е годы. Влияние Бурбаки на мировую математику было огромным во Франции, бо́льшим — в Бельгии, Швейцарии, Италии и Латинской Америке, довольно значительным — в США, менее значительным — в Англии и Германии. Отношение к группе в СССР было скорее скептическим.
В 1949 году Никола Бурбаки был принят в качестве индивидуального члена во Французское математическое общество. Годом позже от лица Бурбаки было подано заявление о приёме в Американское математическое общество согласно существовавшему между двумя этими научными сообществами договору о взаимном членстве, который гарантировал действительным членам одного принятие на льготных основаниях в ряды другого; после длительных дискуссий в руководстве Американского математического общества было решено, что данный договор на Бурбаки не распространяется.

### Кризис и дальнейшая деятельность
Однако приближался кризис. Однажды появилось следующее сообщение в дадаистском стиле:
Семейства Канторов, Гильбертов, Нётеров; семейства Картанов, Шевалле, Дьёдонне, Вейлей; семейства Брюа, Диксмье, Самюэлей, Шварцев; семейства Картье, Гротендиков, Мальгранжей, Серров; семейства Демазюров, Дуади, Жиро, Вердье; семейства, фильтрующиеся вправо, семейства точных эпиморфизмов, мадемуазель Адель и мадемуазель Идель с прискорбием сообщают Вам о смерти мсьё Никола Бурбаки, их отца, брата, сына, внука, правнука и кузена соответственно, скончавшегося 11 ноября 1968 в годовщину Победы в Первой мировой войне в своём доме в Нанкаго.
Кремация состоится в субботу, 23 ноября 1968 в 15 часов на «Кладбище случайных величин», станции метро Марков и Гёдель. Сбор состоится перед баром «У прямых произведений» перекрёсток проективных резольвент, бывшая площадь Козюля.
Согласно воле покойного месса состоится в соборе «Богоматери универсальных конструкций», месса будет проведена кардиналом Алефом 1 в присутствии представителей всех классов эквивалентностей и алгебраически замкнутых тел. За минутой молчания будут наблюдать ученики Высшей нормальной школы и  классов Чженя.
Поскольку Бог есть компактификация Александрова для Вселенной — Евангелие от Гротендика, IV,22
Это сообщение могло показаться просто шуткой, но между членами группы действительно начался разлад, причём совпавший с кризисом всей академической науки во Франции, особенно усилившимся после Парижской весны 1968. Гротендик, один из заметных учёных XX века, ушёл из группы и вообще из активной математики, другие стали уделять коллективной работе меньше внимания. Книги «Элементов математики» стали выходить значительно реже, на «Семинаре Бурбаки» доклады стали делать учёные более низкого ранга. Но к настоящему времени группа активизировалась. Продолжается пересмотр уже изданных глав Трактата: 2011 годом датируется второе издание 8-й главы «Алгебры», включающее формализм групп Гротендика и Брауэра, теорему Гильберта о нулях. В 2016 году увидели свет 4 главы «Алгебраической топологии», а в 2022 (по другим данным в 2023) году были опубликованы 3 — 5 главы «Спектральной теории».

## Книги Бурбаки
Имея целью создать полностью самодостаточную интерпретацию математики, основанную на теории множеств, группа публикует трактат Éléments de mathématique («Элементы математики» или, более точно, «Начала математики»). Трактат состоит из двух частей. Первая часть носит название Les structures fondamentales de l’analyse — «Основные структуры анализа» и содержит следующие работы (в скобках приведены оригинальные французские названия и их сокращённые обозначения):
I Теория множеств (Théorie des ensembles — E ) — вышло 4 главы и сводка результатов
II Алгебра (Algèbre — A ) — вышло 10 глав
III Топология (Topologie générale — TG ) — вышло 10 глав, сводка результатов и словарь
IV Функции действительного переменного (Fonctions d’une variable réelle — FVR ) — вышло 7 глав и словарь
V Топологические векторные пространства (Espaces vectoriels topologiques — EVT ) — вышло 5 глав, сводка результатов и словарь
VI Интегрирование (Intégration — INT ) — вышло 9 глав
Позже стали выходить книги второй части:
VII Коммутативная алгебра (Algèbre commutative — AC ) — вышло 10 глав
VIII Группы и алгебры Ли (Groupes et algèbres de Lie — LIE ) — вышло 9 глав
IX Спектральная теория (Théories spectrales — TS ) — вышло 5 глав
X Алгебраическая топология (Topologie Algébrique — TA ) — вышло 4 главы
(без номера) Дифференцируемые и аналитические многообразия (Variétés différentielles et analytiques — VAR ) — вышла только сводка результатов

Знак опасного поворота

В книгах Бурбаки были впервые введены символ для пустого множества Ø; символы {\displaystyle \mathbb {N} ,\mathbb {Z} ,\mathbb {Q} ,\mathbb {R} ,\mathbb {C} } для множеств натуральных, целых, рациональных, действительных и комплексных чисел соответственно; термины инъекция, сюръекция и биекция; знак «опасный поворот» на полях книги, показывающий, что данное место в доказательстве или определении может быть неправильно понято.
В трактате все математические теории описываются на основании аксиоматической теории множеств в духе крайней абстракции. Например, определение обыкновенного натурального числа 1 в «Теории множеств» даётся следующим образом:
{\displaystyle \tau _{Z}((\exists u)(\exists U)(u=(U,\{\varnothing \},Z)\land }
{\displaystyle U\subset \{\varnothing \}\times Z\land }
{\displaystyle (\forall x)((x\in \{\varnothing \})\Rightarrow (\exists y)((x,y)\in U)\land }
{\displaystyle (\forall x)(\forall y)(\forall y')(((x,y)\in U\land (x,y')\in U)\Rightarrow (y=y'))\land }
{\displaystyle (\forall y)((y\in Z)\Rightarrow (\exists x)((x,y)\in U))))}
Причём, учитывая, что в этой записи уже сделаны сокращения (например, пустое множество ∅ определяется в языке теории множеств Бурбаки как ), мы получаем, что полная запись обыкновенной единицы состоит из 2 409 875 496 393 137 472 149 767 527 877 436 912 979 508 338 752 092 897 знаков и 871 880 233 733 949 069 946 182 804 910 912 227 472 430 953 034 182 177 связей, то есть полная запись терма, обозначающего единицу, заняла бы сто миллиардов квинтиллионов квинтиллионов книг. Такой уровень абстракции (причём в трактате, не посвящённом исключительно математической логике) не мог не вызвать нарекания.
Представители современной математики часто критикуют подход, представленный в книгах Бурбаки, ныне называемый «бурбакизмом», обвиняя его в излишней заформализованности и «истреблении духа математики». Действительно, участники группы, как правило, были сторонниками чистой математики. Большинство членов группы не уделяло достаточного внимания таким разделам математики, как дифференциальные уравнения, теория вероятностей, математическая физика, а также разделам прикладной математики, таким как численные методы или математическое программирование. В наибольшей степени это относится к их коллективному трактату.
Одним из наиболее заметных критиков бурбакизма в России являлся академик В. И. Арнольд. Так, в одной из своих статей Арнольд пишет: «…Действительно, для Бурбаки все общие понятия важнее их частных случаев, поэтому все нестрогие неравенства являются фундаментальными, а строгие — маловажными специальными случаями, примерами…». И даже переходит к прямым обвинениям в способствовании невежеству читателей: «…Вот почему бурбакистская мафия, заменяющая понимание науки формальными манипуляциями с непонятными „коммутативными“ объектами, так сильна во Франции, и вот что угрожает и нам в России».
Тем не менее следует признать, что книги Бурбаки оказали значительное влияние на современную математику, и современное математическое сообщество, бесспорно, признаёт авторитет учёных, составлявших группу.

## Аналогичные группы математиков
- Артур Бессе — группа французских математиков, работающих в области дифференциальной геометрии и топологии;
- Бото фон Кверенбург — группа математиков Рурского университета, работавших в области топологии;
- Гокр — советские математики Израиль Гохберг и Марк Крейн, много работавшие в соавторстве в области функционального анализа;
- Джет Неструев — группа советских/российских математиков, сотрудников МГУ, работающих в области обоснования квантовой теории поля.

## Переводы на русский язык
- Бурбаки Н. Очерки по истории математики / Пер. И. Г. Башмаковой под ред. К. А. Рыбникова. — М.: КомКнига, 2007. — ISBN 978-5-484-00525-3.